# Lago Topozero
Il lago Topozero (in russo Топозеро?, in finnico: Tuoppajärvi) è un grande lago d'acqua dolce sito nella Repubblica di Carelia, nella Russia nordoccidentale. Si trova nei rajon Louchskij e Kaleval'skij. 
Il lago fa parte del grande bacino Kumskoe (Кумское водохранилище) assieme al Pjaozero (cui è collegato).

## Descrizione
Il lago, di forma irregolare, si estende da nord-ovest a sud-est, per 75,3 km; è largo 25 km, con un'area di 986 km² e una profondità massima di 56 metri. Il lago ospita 144 isole per una superficie totale di 63 km². Le coste sono basse, rocciose, ricoperte di conifere e boschi misti. Ci sono anche zone basse paludose.
Il Topozero ha 28 affluenti, i più grandi dei quali sono: Kizreka, Valazreka e Taka. È collegato da un canale al fiume Pon'goma. L'emissario Kovda scorre dalla parte nord-occidentale. Gela da fine novembre - inizio dicembre (la parte settentrionale a fine ottobre - novembre), sino a fine maggio - inizio giugno.
Il lago viene utilizzato per le esigenze di energia idroelettrica con la regolazione della cascata Kovdinskij delle centrali idroelettriche. È sfruttato per la pesca e il trasporto di legname ed è frequentato da escursionisti.

## Flora e fauna
La vegetazione acquatica del Topozero è caratterizzata da equiseto, carici, canneti, trifoglio d'acqua, Potamogeton), se ne contano più di 20 specie in totale; la maggior parte è concentrata nella parte sud-orientale del bacino. 
Chironomidi, vermi, crostacei e molluschi sono i più comuni nel benthos. L'ittiofauna è rappresentata da 19 specie, tra cui: trota, coregone, coregone bianco, luccio, ido, abramide, bottatrice, pesce persico, Salvelinus lepechini, Thymallinae, Osmeridae, Rutilus, per la maggior parte di importanza commerciale.